# Cosmic Era
La Cosmic Era (Era cosmica) è la linea temporale dell'anime Mobile Suit Gundam SEED e dei suoi seguiti e derivati. Questo universo di Gundam presenta diverse similarità con l'originale linea temporale dell'Universal Century, ma comunque contiene diversi temi più attuali, come gli effetti dell'ingegneria genetica e la rappresentazione dell'equivalente futuristico del razzismo e delle guerre etniche. 
Con la pubblicazione di Mobile Suit Gundam SEED Destiny questa è diventata l'unica linea temporale dopo quella del Secolo Universale ad avere più di una serie TV (a cui si aggiunge una serie di OAV originali, una serie di OAV di montaggio e una miniserie di 3 ONA). L'universo originale rimane comunque di gran lunga il più sviluppato, con quattro serie TV, tre serie di OAV, dieci film e varie animazioni digitali, speciali e giochi, per non menzionare i manga.
Le date appartenenti alla Cosmic Era vengono indicate anteponendo CE davanti all'anno.

## Serie
- 2002 Mobile Suit Gundam SEED - 50 episodi
- 2004 Mobile Suit Gundam SEED: Special Edition - 6 OAV, che riassumono la prima serie
- 2004 Mobile Suit Gundam SEED Destiny - 50 episodi
- 2006 Mobile Suit Gundam SEED C.E. 73: Stargazer - 3 ONA
- Mobile Suit Gundam SEED Astray, vari manga e speciali

## Cronologia
Calendario GregorianoInizia la Guerra di Ricostruzione
1º aprile CE 16Nasce George Glenn
CE 4George Glenn viene candidato per il Premio Nobel
CE 5George Glenn si arruola nell'esercito
CE 9Termina la Guerra di Ricostruzione. Le Nazioni Unite adottano il calendario della Cosmic Era ed annunciano un nuovo programma di sviluppo spaziale.
CE 15George Glenn rivela di essere un Coordinatore
CE 50Si forma la Zodiac Alliance
CE 53George Glenn viene assassinato da un giovane Naturale arrabbiato per non essere nato Coordinatore. Si forma il Supremo Concilio PLANT
CE 65Viene sviluppato il primo mobile suit; la Zodiac Alliance cambia nome in ZAFT (Zodiac Alliance of Freedom Treaty)
CE 67ZAFT produce il ZGMF-1017 GINN, il primo mobile suit militare pienamente operativo
CE 69la Federazione Atlantica inizia un programma di sviluppo di mobile suit
CE 70L'Alleanza Terrestre viene formata dalla Dichiarazione di Alaska dopo che un attacco terroristico sulla Luna spazza via le Nazioni Unite in quella che viene detta Tragedia di Copernicus; la neonata Alleanza Terrestre dichiara guerra a ZAFT
14 febbraio CE 70l'attacco contro Junius Seven dà il via alla Guerra di Bloody Valentine
26 settembre CE 71cessano le ostilità, in seguito ad un cessate il fuoco dopo la Seconda battaglia di Jachin Due
novembre CE 71La guerra di Indipendenza del Sud America
10 marzo CE 72Viene firmato il Trattato di Junius, terminando formalmente la Guerra di Bloody Valentine
10 ottobre CE 73Raid dell'Armory One
fine del CE 73Scoppia la Seconda guerra di Bloody Valentine